# Mail Saint-Roch
Le mail Saint-Roch (ou mail Centre-Ville) est une ancienne structure urbaine unique située dans le quartier Saint-Roch à Québec, constituée d'une section couverte de la rue Saint-Joseph, s'étendant sur 450 mètres entre les rues de la Couronne et Monseigneur-Gauvreau. 

## Origines

Entrée du Mail, vue du nord, depuis le parvis de l'église Saint-Roch (1977)

Le mail Saint-Roch a été créé pour plusieurs raisons liées au déclin économique du quartier Saint-Roch à Québec dans les années 1960, en vue de lutter contrer l'exode des commerçants et des clients du quartier Saint-Roch vers les banlieues, tenter de revitaliser la rue Saint-Joseph, créer une expérience de magasinage comparable à celle des banlieues, afin d'attirer à nouveau les consommateurs dans le centre-ville et réagir au déclin démographique du quartier. 
Ce processus s'est fait en deux étapes, une grande partie de la rue Saint-Joseph ayant d'abord été convertie en artère piétonne, puis une partie de la rue fut recouverte d'un toit, créant ainsi la plus longue rue couverte au monde avec 450 mètres de longueur. 

## L'artère piétonne
À partir de 1963, un regroupement d’hommes d’affaires entame des démarches pour revitaliser le quartier Saint-Roch. Cette réflexion se traduit par la transformation d'une partie de la rue Saint-Joseph en promenade à ciel ouvert en 1966. Cet aménagement est mis en place après un amendement à la Charte de la Ville, permettant de fermer temporairement la rue Saint-Joseph à la circulation automobile et laissant aux commerçant l'opportunité d’aménager l’espace. Toutefois, une condition avait été imposée : chaque année, avant le 1er novembre, la ville devait obtenir l’accord des propriétaires d’établissements commerciaux de la rue Saint-Joseph en vue de renouveler la fermeture, avant que le conseil municipal n’adopte un règlement en ce sens.

Mail de la rue Saint-Joseph Est, avant la construction du mail couvert en 1972.

Inspirée du mail de la rue Sparks à Ottawa, cette promenade est agrémentée de 226 arbres, de massifs de fleurs et de 60 bancs et attire à ses débuts de nombreux passants curieux. L'ensemble est planifié par l'architecte paysagiste Jan Hoedeman. Le mail compte alors 152 commerces au niveau de la rue. Cet aménagement a nécessité un investissement de 65 000 dollars (soit près de 600 000$ de 2025), partagé entre la ville et l’association des marchands, le Centre d’Affaires Saint-Roch Inc. À l'époque, on envisage également la construction d'un stationnement souterrain de 260 places sous la rue Saint-Joseph, projet qui n'a pas eu de suites. 
Dès l'automne 1967, des commerçants de l'ouest du mail Saint-Roch demande sa suppression, affirmant que la fermeture de la rue Saint-Joseph nuit à leurs affaires et entraîne une baisse de leurs ventes. Certains envisagent même de contester la légalité de cette fermeture en justice et de poursuivre la Ville pour dommages. Une pétition est également déposée auprès des autorités municipales pour demander l’élimination du mail à l’ouest de la place Jacques-Cartier, principalement en raison des coûts d’entretien, notamment parce que le mobilier urbain du mail est la cible d’actes de vandalisme. En revanche, les commerçant de l'est de la rue soutiennent majoritairement le maintien de la promenade.
En 1968, on démolit la partie ouest du Mail, entre la place Jacques-Cartier et boulevard Langelier, et la rue Saint-Joseph est rouverte à la circulation. Ses éléments sont remis au Centre d'Affaires Saint-Roch. Malgré les efforts entrepris, le déclin commercial de la rue Saint-Joseph s'accentue. Plusieurs commerces ferment leurs portes, alors que les résidents du quartier déménagent et que les centres commerciaux des banlieues font concurrence aux commerces du centre-ville. Pour créer une expérience de magasinage comparable à celle des banlieues, la décision de couvrir le mail est prise. 

## Le mail couvert

Esquisse de l'intérieur du Mail Saint-Roch (1972).

En septembre 1971, le maire Gilles Lamontagne annonce que la Ville de Québec construira un mail couvert, au coût prévu de 3,5 millions de dollars, auquel s’ajoute un montant de 1,5 million de dollars destiné à couvrir le déficit de démarrage, évalué à 800 000 dollars sur les trois premières années, ainsi qu’un fonds de capitalisation de 700 000 dollars pour la corporation créée en vue de développer et gérer le projet commercial. La municipalité prévoit de financer initialement le projet par l’émission d’obligations, tout en cherchant à obtenir des subventions auprès des gouvernements provincial et fédéral, dans le cadre de programmes de rénovation urbaine.
Le projet fait face à l’opposition d’une dizaine de propriétaires qui refusent d’installer un système de protection incendie, pourtant obligatoire pour la construction du mail. Des tensions existent aussi autour des enseignes commerciales, certains commerçants exigeant une indemnisation avant d’accepter de les retirer. Les travaux du Mail débutent officiellement le 25 octobre 1972, en présence de Jean Marchand, ministre fédéral de l'Expansion économique régionale, Raymond Garneau, ministre des Finances du Québec et du maire Gilles Lamontagne. 
Le mail est officiellement inauguré le 1er novembre 1974. Il est également présenté par la Ville de Québec au concours d'architecture Vincent-Massey.  
En 1981, le mail Saint-Roch compte 125 établissements commerciaux, par rapport à 54 en 1970, 70 en 1974 et 90 en 1976). 

Vue de l'ouest près de l'église Saint-Roch dans le Mail Saint-Roch (1975).

Erigé finalement au coût de 4,6 millions de dollars, le mail comprend des colonnes et des éléments de béton préfabriqués et est climatisé. Son toit est recouvert de dômes de plexiglass et muni de deux bornes fontaines et de bandes chauffantes empêchant la formation de glace et l’accumulation de neige. Difficile d'accès, le toit est rarement nettoyé et son sol recouvert de tuiles qui s'abîment souvent en raison du trafic piétonnier important.
Au moment de la construction du mail couvert, on estimait qu'il pourrait générer des revenus avoisinant un million de dollars après dix ans, principalement tirés de la location des espaces commerciaux, estimés à environ 25 000 pi2 (2 323 m2), avec un tarif de location moyen de 20 dollars par pied carré (0,92 m2), en accord avec les standards en vigueur dans d’autres centres commerciaux. Une fois réalisé, le mail offre une allée d’une superficie de 86 000 pi2 (7 990 m2) et une surface de planchers de magasins de l’ordre de 1 300 000 pi2 (120 774 m2).

### Le déclin du mail
Malgré ses intentions initiales, le Mail devient un lieu controversé, attirant des flâneurs et des personnes défavorisées, ce qui conduit à des critiques de la part des commerçants. Ils reprochent au Mail Saint-Roch son manque de stationnement, sa mauvaise réputation, la présence excessive de magasins d’escompte et un environnement social jugé inquiétant.
Dans des mesures d'attirer la clientèle et de revamper l'image, les artisans de l'Association des marchands de la rue Saint-Joseph, tente de dynamiser l'attrait en changeant le nom de l'artère commercial. À l'origine, il s'agissait de la rue Saint-Joseph pour devenir le Mail Saint-Roch et par la suite Mail Centre-Ville. En 1983, une tentative de changement de nom a été effectuée pour une durée d'environ 5 ans où l'utilisation du terme Mail a été enlevée pour devenir Promenades Centre-Ville. Malgré les efforts, les termes Mail Saint-Roch et Mail Centre-Ville ont toujours été utilisés par la clientèle et les citoyens du quartier. 
En 1995, une "étude de revitalisation du Mail Centre-Ville" réalisée par Zins Beauchesne et associés est présentée à l'Office municipal de développement économique de Québec et à la Ville de Québec. L'étude conclut que le Mail Centre-Ville est "moribond" et le "pire des centres commerciaux qui n’offre tellement rien que les gens ne sont pas portés à le fréquenter". Le rapport estime que le Mail doit développer un concept unique au lieu de chercher à rivaliser avec les centres commerciaux de banlieue et que, plutôt que de se contenter d’un simple centre d’escompte, la rue Saint-Joseph soit transformée en un espace animé et attrayant, avec un mélange varié de commerces et restaurants. L’étude recommande d’axer l’offre sur des secteurs comme les arts, l’artisanat, la décoration, les cadeaux, les loisirs ou les vêtements originaux. Côté aménagement, il est suggéré de créer des espaces plus lumineux aux intersections, de mettre en valeur l’église Saint-Roch avec un parvis et un toit distinctif, voire de retirer le toit à cet endroit. 
Le Mail existe sous sa forme couverte de 1974 à 2000.

## Destruction du Mail
La réhabilitation du Mail et de la rue Saint-Joseph sont l'une des priorités du Rassemblement populaire (qui deviendra le Renouveau municipal de Québec par la suite) pour la basse-ville de Québec lors de la campagne électorale des élections municipales de 1997. 
En 1998, le maire de Québec annonce le projet de démolition du toit du Mail. La décision de le détruire est prise à la suite d'un processus complexe, notamment parce que si la Ville est propriétaire de la rue, les bâtiments et le toit demeurent des propriétés privés. Des consultations publiques sont organisées au printemps 1998, sur le programme "Rebâtir la rue Saint-Joseph" pour entendre l'avis des résidents, commerçants et associations, au cours desquelles les citoyens montrent leur attachement à cet équipement qui assure une fonction sociale importante en accueillant des populations marginalisées. À la suite des audiences, les commissaires déposent un rapport recommandant la démolition partielle du toit. 
Si la Ville et certains promoteurs soutiennent le projet de démolition, de nombreux petits propriétaires, commerçants et usagers s'y opposaient. Plusieurs alternatives ont été proposées pour maintenir le toit du Mail Saint-Roch plutôt que de le démolir complètement, comme sa rénovation et son embellissement (avec l'ajout de plantes, de petits jeux d'eau, des bancs et des parcs pour enfants pour rendre l'espace plus attrayant et convivial), son remplacement par une verrière pour améliorer l'esthétique et la luminosité tout en conservant la protection contre les intempéries, une conservation partielle ou encore son intégration dans un réseau souterrain, proposition du géographe Gabriel Lemieux, s'inspirant du concept du Montréal souterrain.
La Ville décide alors de limiter le projet de démolition en réponse aux protestations. Un plan de retrait du toit en deux phases est établi, de la rue de la Couronne à la rue du Pont en 2000, puis jusqu’à la rue Saint-Dominique en 2006. Un bilan a été effectué entre les deux phases, conduisant finalement à la démolition complète du toit en 2007, la Ville considérant que la démolition du Mail était une étape cruciale dans la revitalisation du quartier Saint-Roch. 
Le coût total du projet de démolition et rénovation s'est élevé à 22 millions de dollars, dont 10 millions pour la démolition elle-même.

## Après la démolition du toit

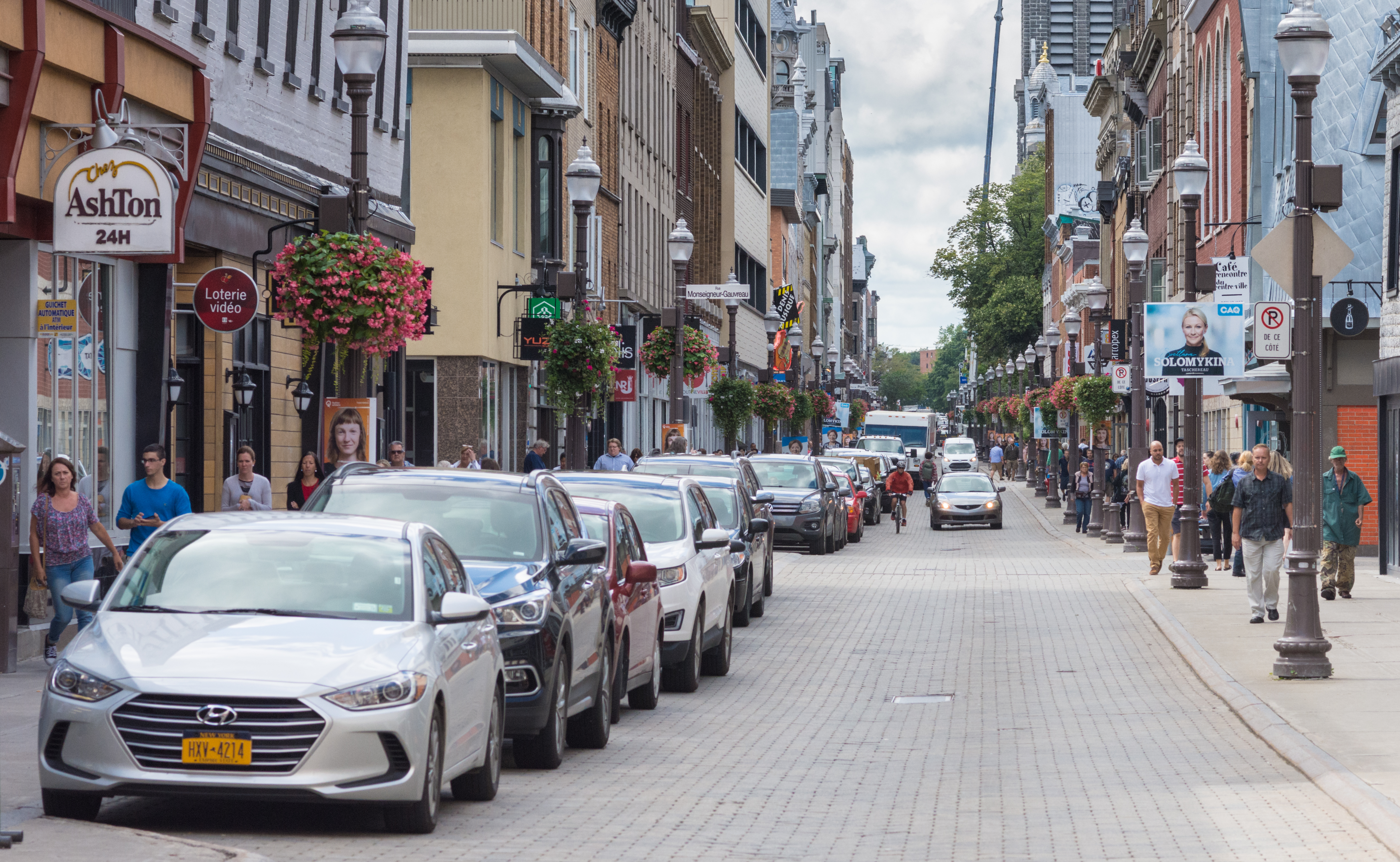
Un secteur de la rue Saint-Joseph autrefois englobé dans le mail, photographié en 2018 après la rénovation des façades des bâtiments

Après la destruction du Mail Centre-Ville, plusieurs changements importants ont eu lieu sur la rue Saint-Joseph. Les façades de 55 bâtiments, qui avait été affectés par la structure du toit, ont été rénovées, pour un coût de 12 millions de dollars. Le parvis de l'église Saint-Roch, une fois décloisonné, a également été revitalisé.
La destruction du Mail Centre-Ville transforme le paysage commercial de la rue Saint-Joseph. Certains commerces disparaissent, de nouveaux types de commerces apparaissent, notamment des restaurants, et les prix augmentent dans certains commerces, les rendant moins accessibles pour les résidents à faible revenu. Par ailleurs, la démolition a entraîné une diminution de la fréquentation par les personnes défavorisées qui utilisaient le mail comme lieu de socialisation, affectant les commerces qui dépendaient de cette clientèle.
Les problématiques de cohabitation des commerçants avec les personnes marginalisées, itinérantes et ayant des problèmes de santé mentale et physique est toujours aussi présent dans les années 2020 ce qui amène des fermetures de commerces et la présence de ces personnes malgré plusieurs ressources de soutien d'aide dans le quartier.